# Prueba de Glatzel
La prueba del espejo de Glatzel es un test de diagnóstico sencillo utilizado en otorrinolaringología, fonoaudiología y ortodoncia para medir el grado de permeabilidad nasal del paciente y para descartar la presencia de obstrucciones respiratorias.
La prueba consiste en colocar un pequeño espejo de Glatzel (una hoja de espejo pulimentado con algunas marcas) bajo la nariz del paciente, a quien se le indica que inspire y espire manteniendo la boca cerrada. Si hay pérdida nasal, el espejo se empañará. Se observa si la condensación del aire sobre el espejo es simétrica o asimétrica. En condiciones normales, es decir, de no existir obstrucciones o malformaciones (desviación de tabique, pólipos, hipertrofia adenoidea) debería empañarse simétricamente. El vaho que salga de las narinas quedará reflejado en el espejo y se verán las posibles diferencias del aire que sale de cada una. 
El espejo de Glatzel se denomina también espejo nasográfico.

## Otras pruebas sencillas relacionadas
- Prueba de la vela (hacer soplar una vela obstruyendo alternativamente los orificios nasales)
- Reflejo nasal de Gudin, consistente en tapar la nariz del paciente (estando este además con la boca cerrada) durante 20 segundos, donde se espera observar normalmente una respuesta de dilatación.
- Prueba del algodón, que consiste en colocar algodón en los orificios, observando y comparando el movimiento, que en condiciones normales debe ser parejo.[3]
- Prueba de Rosenthal, también llamada prueba de fatiga consiste en inspirar y espirar 20 veces consecutivas por las fosas nasales y por cada una de ellas para saber si una persona sufre de insuficiencia respiratoria. Tiene tres fases: la 1.ª con la boca cerrada y una correcta posición de la lengua y adecuada postura el paciente tiene que respirar 20 veces. 2.ª con la yema del dedo pulgar el paciente se tapa una narina y con la boca cerrada respira 20 veces. La 3.ª repite el mismo ejercicio con la otra narina. En caso de que necesite respirar por la boca; la abra o se note ahogado convendría derivar al otorrino.[cita requerida]